# Cristina Daura
Cristina Daura (Barcelona; 1988) Después de estudiar ilustración en La Massana, complementa sus estudios en la Maryland Institute Collage of Art (Baltimore). Actualmente trabaja para prensa de todo el mundo: The New York Times, The New Yorker, Die Zenit, Süddeutsche Magazine, El País, Penguin Books, Blackie Books, Nike, Moog, Razzmatazz, Gutter Fest, Ayuntamiento de Madrid, etc. Sus ilustraciones han sido consideradas por jugar entre una estética “infantil” pero con la perversidad de alguien que no acaba de estar bien de la cabeza. El cómic y el arte fauvismo podrían ser sus mayores influencias.